# Linderås socken
Linderås socken i Småland ingick i Norra Vedbo härad, uppgick 1967 i Tranås stad och området ingår sedan 1971 i Tranås kommun i Jönköpings län och motsvarar från 2016 Linderås distrikt.
Socknens areal är 104,98 kvadratkilometer, varav land 96,12. År 2000 fanns här 734 invånare. Kyrkbyn Linderås med sockenkyrkan Linderås kyrka ligger i denna socken. 

## Administrativ historik
Linderås socken har medeltida ursprung. 1652 utbröts 4 3/8 mantal till den då nybildade Trehörna församling (socken) i Lysings härad.
Vid kommunreformen 1862 övergick socknens ansvar för de kyrkliga frågorna till Linderås församling och för de borgerliga frågorna till Linderås landskommun. Denna senare utökades 1952 för att senare 1967 uppgå i Tranås stad som 1971 blev en del av Tranås kommun.
1 januari 2016 inrättades distriktet Linderås, med samma omfattning som församlingen hade 1999/2000.
Socknen har tillhört samma fögderier och domsagor som Norra Vedbo härad. De indelta soldaterna tillhörde Jönköpings regemente, Norra Vedbo kompani och Smålands husarregemente, Livskvadronen, Livkompanit.

## Geografi
Linderås socken ligger väster om Tranås mellan Svartån i öster och sjöarna Noen och Vänstern i väster. Socknen är en kuperad skogsbygd på Holaveden med mindre odlade slätter vid ådalarna.

## Fornlämningar
Här finns gravrösen och hällkista från bronsåldern och tio järnåldersgravfält. Tre runristningar är kända, varav två vid kyrkan nu är borta.

## Namnet
Namnet (1310 Linderaas) kommer från kyrkbyn. Förleden är sannolikt linde, 'bestånd av lind' och efterleden rås, kärr syftande på det sanka området nordväst om kyrkan.

### Fotnoter
1. 1 2  Svensk Uppslagsbok andra upplagan 1947–1955: Linderås socken
2. 1 2  Harlén, Hans; Harlén Eivy (2003). Sverige från A till Ö: geografisk-historisk uppslagsbok. Stockholm: Kommentus. Libris 9337075. ISBN 91-7345-139-8
3. ↑  Administrativ historik för Linderås socken (Klicka på församlingsposten). Källa: Nationella arkivdatabasen, Riksarkivet.
4. ↑  Indelta soldater, torp och rotar i Jönköpings län Arkiverad 24 januari 2012 hämtat från the Wayback Machine. Jönköpingsbygdens Genealogiska Förening
5. 1 2  Sjögren, Otto (1931). Sverige geografisk beskrivning del 2 Östergötlands, Jönköpings, Kronobergs, Kalmar och Gotlands län. Stockholm: Wahlström & Widstrand. Libris 9939
6. 1 2 3  Nationalencyklopedin
7. ↑  Fornlämningar, Statens historiska museum: Linderås socken
8. ↑  Fornminnesregistret, Riksantikvarieämbetet: Linderås socken Fornminnen i socknen erhålls på kartan genom att skriva in sockennamn (utan "socken") i "Ange geografiskt område"
9. ↑  Mats Wahlberg, red (2003). Svenskt ortnamnslexikon. Uppsala: Institutet för språk och folkminnen. Libris 8998039. ISBN 91-7229-020-X. https://isof.diva-portal.org/smash/get/diva2:1175717/FULLTEXT02.pdf